# Isturgia aequestriga
Isturgia aequestriga är en fjärilsart som beskrevs av Hirschke 1910. Isturgia aequestriga ingår i släktet Isturgia och familjen mätare. Inga underarter finns listade i Catalogue of Life.